# Sture Ekholm
Sture Ekholm, född 24 februari 1952 i Ekenäs, död 9 februari 2023 i Skokloster, var en finlandssvensk regissör, skådespelare och vissångare.

## Biografi
Sture Ekholm gick 1975-1979 Teaterskolan i Helsingfors och arbetade därefter som skådespelare på Vasa Teater i Finland 1979–1983. Han deltog i flera TV-program i finländsk TV på 1980-talet.
Ekholm har på heltid arbetat som teaterregissör och teaterpedagog sedan 1984. I Sverige har Ekholm regisserat bland annat på Skånska Teatern i Landskrona och vid länsteatrarna i Växjö, Borås, Jönköping och Sundsvall, samt på många gruppteatrar från Skåne till Jämtland, och i Finland har han jobbat vid stadsteatrarna i Karleby, Nyslott och Björneborg. Ekholm har även regisserat flera sommarteatrar, såväl i Sverige som i Finland.
Vid sidan av regiarbetet har Ekholm arbetat som pedagog i scenframställning och sångtolkning, bland annat på Nordiska Folkhögskolan i Kungälv, och verkat som vissångare runt om i Norden, samt gjort många föreställningar med länsmusiken i olika län i Sverige. 2016 mottog han Svenska vispriset. Han har även undervisat vid Teaterhögskolorna i Malmö och Helsingfors och hållit och håller i mängder av seminarier.

## Uppsättningar i urval

### I Sverige

#### Borås stadsteater
- Mio min Mio (1993)
- Bakom lyckta dörrar (1994)

#### Dramaten
- Den komiska tragedien (2000)[3]

#### Jönköpings länsteater
- Ensamma rosor (1995)

#### Skånska Teatern
- Satan anländer till Moskva (1989)
- Den komiska tragedin (1990)
- Cyrano de Bergerac (1992)

#### Teater Sagohuseti Lund
- Den stora spökräddningen (2009-2010) Föreställningar på Landskrona teater och Lunds stadsteater

#### Teater Västernorrland
- En vintersaga Shakespeare(1993)
- Oleanna (1996)

#### Växjö länsteater
- Färdknäpp (1991)
- Låt människan leva (1991)

### I Finland

#### Kokkolan kaupunginteatteri, Karleby
- Jorden runt på 80 dagar (1988)
- Othello (1989)
- Harens år (1992)

#### Savonlinnan kaupunginteatteri, Nyslott
- Tartuffe (1997)
- Kuut, tähdet, auringot (1998, 2000) (en stor musikal på Olofsborgs slottsgård)

#### Porin Teatteri, Björneborg
- Valoa ikkunassa (2005) (musikteater om den kända sångerskan Laila Kinnunen); sågs av cirka 25 000 åskådare.
- "Masjävlar" (2008) på finska (Takaisin maalle).